# Henckelia woodii
Henckelia woodii är en tvåhjärtbladig växtart som först beskrevs av Elmer Drew Merrill, och fick sitt nu gällande namn av A. Weber och Brian Laurence Burtt. Henckelia woodii ingår i släktet Henckelia och familjen Gesneriaceae. Inga underarter finns listade i Catalogue of Life.